# 다케토미섬

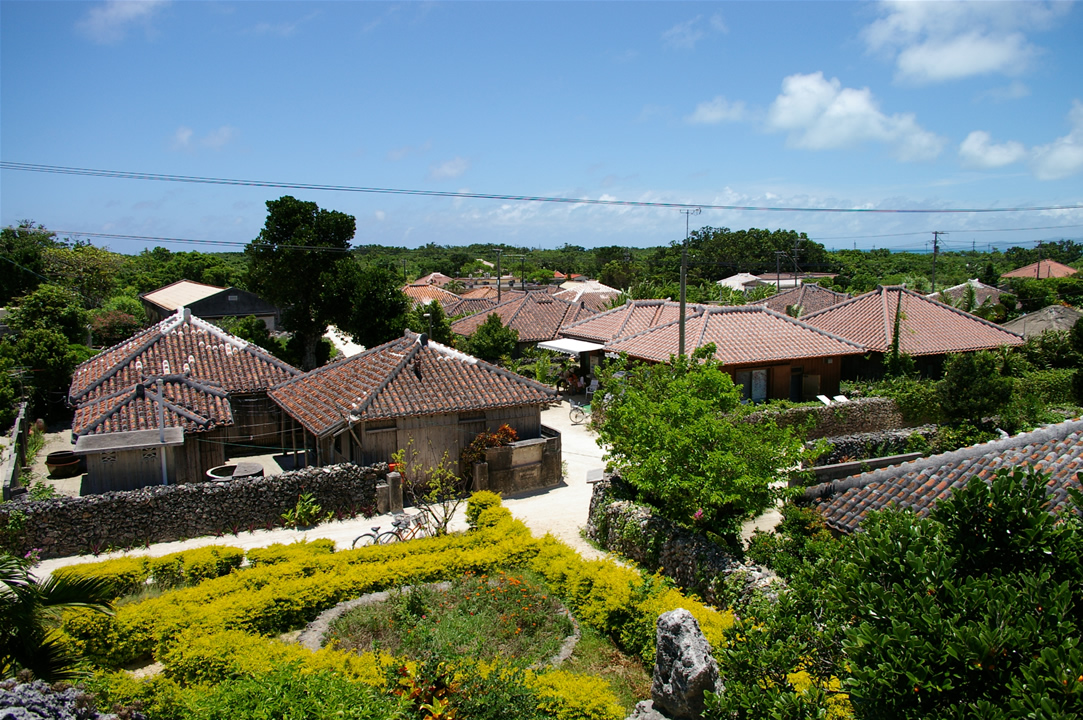
다케토미 섬의 취락의 모습

다케토미섬(일본어: 竹富島 다케토미지마[*], 야에야마어: 데둔, 오키나와어: 다키둔)은 오키나와현의 야에야마 제도에 있는 섬이다. 섬의 면적은 5.42km2, 둘레는 9.12km이며, 가장 높은 곳의 높이는 21m이다.
이시가키섬에서는 배로 약 10분 정도(약６km)의 거리에 있다. 섬의 중앙부에 있는 취락 전체가 나무와 붉은 기와로 만들어진 민가와 하얀 모래를 전면에 깐 길로 이루어져, 오키나와의 옛 모습을 유지하고 있다. 열대 기후가 나타난다.
2005년 6월 기준 인구는, 172호에 약 342명이다.